# Stephanie Schneider
Stephanie Schneider (Breitenbrunn, 25 settembre 1990) è una bobbista tedesca, campionessa mondiale nella gara a squadre a Schönau am Königssee 2011 e vincitrice della Coppa del Mondo nel bob a due nel 2019/20.

## Biografia

### Gli inizi da frenatrice
Compete nel bob dal 2008 come frenatrice per la squadra nazionale tedesca. Debuttò in Coppa Europa nel novembre 2008 e nel corso delle stagioni ha gareggiato prevalentemente in coppia con Stefanie Szczurek. Si distinse inoltre nelle categorie giovanili vincendo due medaglie nel bob a due ai mondiali juniores: l'argento a Igls 2010 con la Szczurek e il bronzo a Igls 2012 con Carolin Zenker.

Esordì in Coppa del Mondo all'avvio della stagione 2010/11, il 26 novembre 2010 a Whistler, occasione in cui centrò anche il suo primo podio nonché la sua prima vittoria nel bob a due con Sandra Kiriasis alla guida.

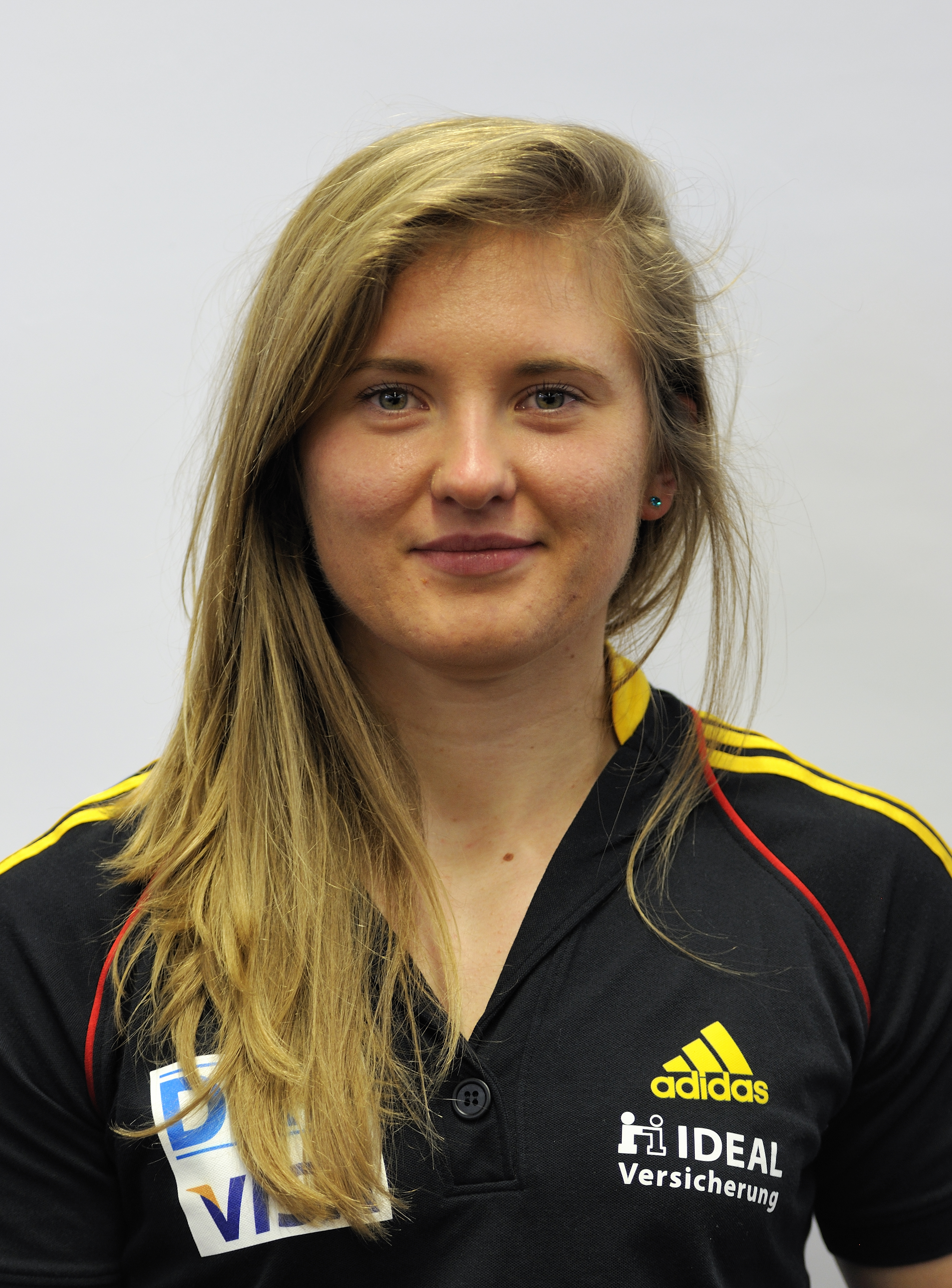
Stephanie Schneider nel 2014

Ha partecipato da frenatrice alle olimpiadi di Soči 2014 piazzandosi decima nel bob a due in coppia con Anja Schneiderheinze. 
Sempre in veste di frenatrice prese parte a tre edizioni dei campionati mondiali conquistando un totale di due medaglie, di cui una d'oro. Nel dettaglio i suoi risultati nelle prove iridate da frenatrice sono stati, nel bob a due: quarta a Sankt Moritz 2013 e medaglia di bronzo a Winterberg 2015 in coppia con Cathleen Martini; nella gara a squadre: medaglia d'oro a Schönau am Königssee 2011.
Agli europei invece conta due partecipazioni da frenatrice e altrettante medaglie conquistate nella gara a due: il bronzo colto a Igls 2013 e l'argento ottenuto a La Plagne 2015, entrambi vinti con Cathleen Martini alla guida. Ha vinto inoltre il titolo nazionale nel 2011.

### Il passaggio al ruolo di pilota
Nell'inverno del 2015 la Schneider intraprese la carriera da pilota debuttando in Coppa Europa a novembre 2015 e giungendo seconda in classifica generale in quella stessa stagione (2015/16). Vinse inoltre la medaglia d'oro ai mondiali juniores di Winterberg 2016 con la frenatrice Lisa-Marie Buckwitz. 

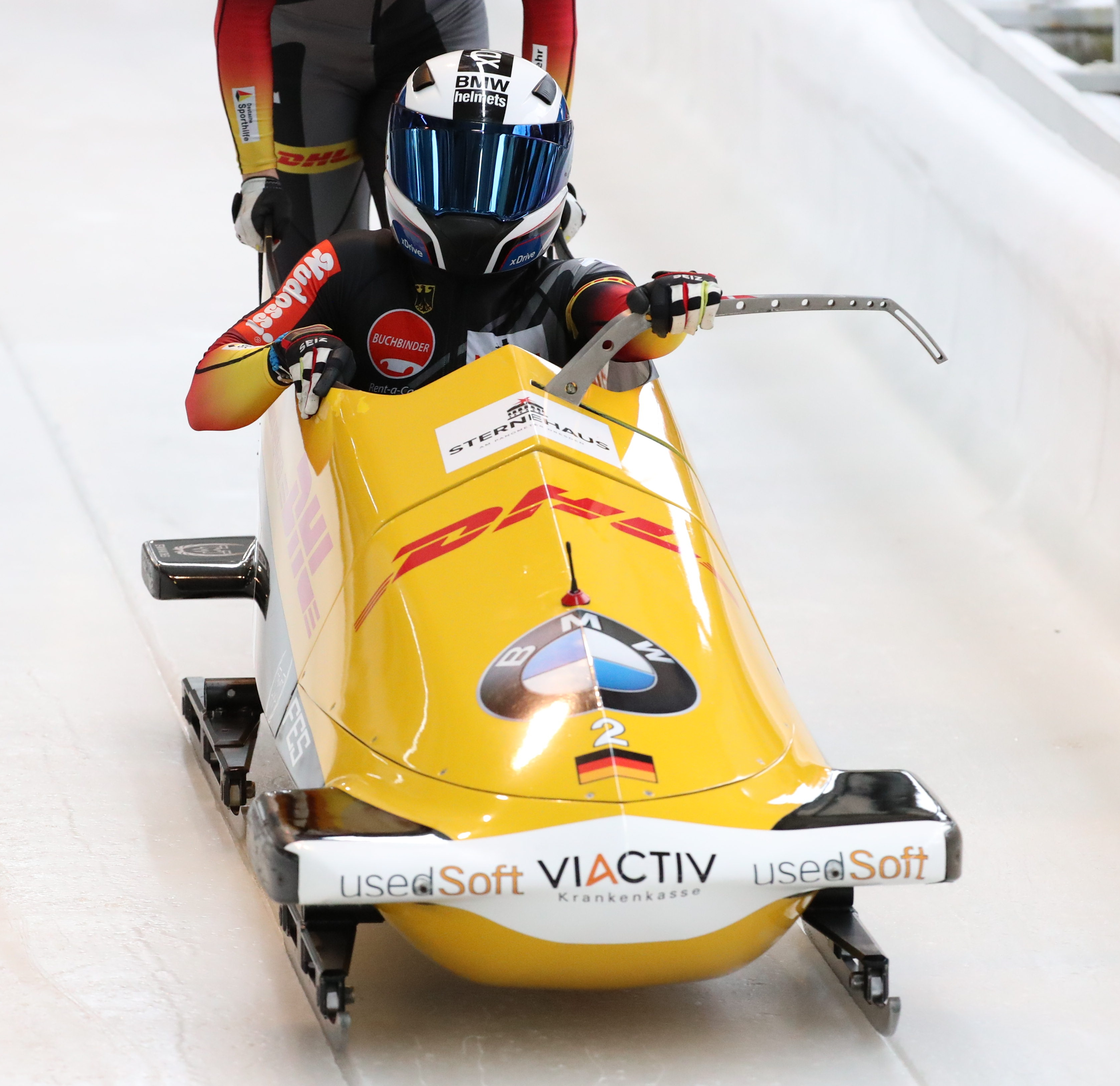
Stephanie Schneider alla guida del bob a due ai campionati mondiali di Altenberg 2020

Disputò la sua prima gara da pilota in Coppa del Mondo sul finire della stagione 2015/16, il 6 febbraio 2016 a Sankt Moritz, giungendo sesta al traguardo; ottenne invece il suo primo podio alla guida di una slitta il 9 novembre 2017 a Lake Placid nella prima gara della stagione 2017/18, quando terminò la gara al terzo posto. Vinse la sua prima corsa da pilota il 9 dicembre 2017 a Winterberg nel bob a due con Lisa-Marie Buckwitz. Si è aggiudicata il trofeo generale al termine dell'annata 2019/20. Nel circuito delle World Series di monobob femminile andò per la prima volta a podio il 23 gennaio 2021 a Schönau am Königssee, nell'ottava tappa della stagione 2020/21, terminando la gara al terzo posto e concludendo l'annata al diciannovesimo posto in classifica generale; ottenne invecela prima vittoria nella stagione successiva, imponendosi l'11 novembre 2021 a Lillehammer.
Ha partecipato come pilota ai Giochi olimpici invernali di Pyeongchang 2018, piazzandosi al quarto posto nel bob a due in coppia con Annika Drazek.
Prese inoltre parte nel suo nuovo ruolo ad altre cinque edizioni dei mondiali (per un totale di otto contando le tre partecipazioni da frenatrice) conquistando ulteriori tre medaglie d'argento. Nel dettaglio i suoi risultati da pilota nelle prove iridate sono stati, nel monobob: medaglia d'argento ad Altenberg 2021; nel bob a due: quarta a Igls 2016, ottava a Schönau am Königssee 2017, medaglia d'argento a Whistler 2019 in coppia con Ann-Christin Strack, quinta ad Altenberg 2020 e quarta ad Altenberg 2021; nella gara a squadre: medaglia di bronzo a Igls 2016 e medaglia d'argento a Schönau am Königssee 2017.
Da pilota si è altresì laureata campionessa europea nel bob a due a Igls 2018 con la frenatrice Annika Drazek, ha conquistato l'argento a Schönau am Königssee 2019 e il bronzo a Sigulda 2020.

## Palmarès

### Mondiali
- 6 medaglie:
  - 1 oro (gara a squadre a Schönau am Königssee 2011);
  - 3 argenti (gara a squadre a Schönau am Königssee 2017; bob a due a Whistler 2019; monobob ad Altenberg 2021);
  - 2 bronzi (bob a due a Winterberg 2015; gara a squadre a Igls 2016).

### Europei
- 6 medaglie:
  - 1 oro (bob a due a Igls 2018);
  - 2 argenti (bob a due a La Plagne 2015; bob a due a Schönau am Königssee 2019);
  - 3 bronzi (bob a due a Igls 2013; bob a due a Sankt Moritz 2016; bob a due a Sigulda 2020).

### Mondiali juniores
- 3 medaglie:
  - 1 oro (bob a due a Winterberg 2016);
  - 1 argento (bob a due a Igls 2010);
  - 1 bronzo (bob a due a Igls 2012).

### Coppa del Mondo
- Vincitrice della classifica generale nel bob a due nel 2019/20.
- 31 podi (29 nel bob a due, 2 nelle gare a squadre):
  - 12 vittorie (11 nel bob a due, 1 nelle gare a squadre);
  - 4 secondi posti (3 nel bob a due, 1 nelle gare a squadre);
  - 15 terzi posti (tutti nel bob a due).

#### Coppa del Mondo - vittorie
| Data             | Luogo                | Paese       | Disciplina                                                                                 |
| ---------------- | -------------------- | ----------- | ------------------------------------------------------------------------------------------ |
| 27 novembre 2010 | Whistler             | Canada      | a due con Sandra Kiriasis (pilota)                                                         |
| 18 dicembre 2010 | Lake Placid          | Stati Uniti | a due con Sandra Kiriasis (pilota)                                                         |
| 3 dicembre 2011  | Igls                 | Austria     | gara a squadre con Frank Rommel, Sandra Kiriasis, Anja Huber, Maximilian Arndt e Jan Speer |
| 4 gennaio 2013   | Altenberg            | Germania    | a due con Cathleen Martini (pilota)                                                        |
| 9 dicembre 2017  | Winterberg           | Germania    | a due con Lisa-Marie Buckwitz                                                              |
| 16 dicembre 2017 | Igls                 | Austria     | a due con Annika Drazek                                                                    |
| 20 gennaio 2018  | Schönau am Königssee | Germania    | a due con Annika Drazek                                                                    |
| 15 dicembre 2018 | Winterberg           | Germania    | a due con Ann-Christin Strack                                                              |
| 19 gennaio 2019  | Innsbruck            | Austria     | a due con Ann-Christin Strack                                                              |
| 4 gennaio 2020   | Winterberg           | Germania    | a due con Kira Lipperheide                                                                 |
| 19 dicembre 2020 | Innsbruck            | Austria     | a due con Leonie Fiebig                                                                    |
| 17 gennaio 2021  | Sankt Moritz         | Svizzera    | a due con Leonie Fiebig                                                                    |

### World Series di monobob femminile
- Miglior piazzamento in classifica generale: 19ª nel 2020/21.
- 5 podi:
  - 3 vittorie;
  - 1 secondo posto;
  - 1 terzo posto.

#### World Series di monobob femminile - vittorie
| Data             | Luogo       | Paese    |
| ---------------- | ----------- | -------- |
| 11 novembre 2021 | Lillehammer | Norvegia |
| 12 novembre 2021 | Lillehammer | Norvegia |
| 6 gennaio 2022   | Innsbruck   | Austria  |

### Coppa Europa
- Miglior piazzamento in classifica generale nel bob a due: 2ª nel 2015/16.
- 21 podi (tutti nel bob a due):
  - 9 vittorie;
  - 4 secondi posti;
  - 8 terzi posti.

### Campionati tedeschi
- 5 medaglie:
  - 1 oro (bob a due a Winterberg 2011);
  - 2 argenti (bob a due a Schönau am Königssee 2017[1]; bob a due a Winterberg 2019[2]);
  - 2 bronzi (bob a due ad Altenberg 2020[3]; bob a due a Schönau am Königssee 2021[4]).